# زلزال ليوا 1994
زلزال ليوا وقع يوم 16 فبراير 1994م الساعة 00:07 بالتوقيت المحلي. وقع في جنوب سومطرة إندونيسيا. تم تحديد حجم الزلزال عند 6.9 ميغاواط أو 7.0 ميغاواط أو 7.2 Ms، وفقًا لمصادر مختلفة.
تسبب الزلزال في 207 قتلى و2.000 مصاب. كان هناك أضرار بسبب الانهيارات الأرضية والانهيارات الطينية والحرائق في مقاطعة لامبونغ. حدث انقطاع التيار الكهربائي في غرب لامبونغ. تضررت أو دمرت ستة آلاف مبنى بسبب الانهيارات الأرضية في منطقة ليوا. بالإضافة إلى جنوب سومطرة، أمكن الشعور بالزلزال في جاوة الغربية وسنغافورة. ولوحظ نشاط كثيف للدخان والغاز في منطقة بركان سووه.
وقع الزلزال في منطقة صدع سومطرة. يبلغ طول منطقة صدع سومطرة 1.900 كم ومجزأة للغاية. يمكن تقسيمها إلى حوالي 20 قطعة. وقع الزلزال في سلسلة فرعية موازية على بعد 2.5 كيلومتر جنوب غرب المسار الرئيسي لقطاع كومرينغ. الآلية البؤرية للخطأ الانزلاقي الأيمن.